# کیتا موریو
کیتا موریو ((به ژاپنی: 北 杜夫, Kita Morio); ۱ مهٔ ۱۹۲۷ – ۲۴ اکتبر ۲۰۱۱) رمان‌نویس، فیلم‌نامه‌نویس، نویسنده، روان‌پزشک، و نویسنده کودکان اهل ژاپن بود.
وی همچنین برندهٔ جوایزی همچون جایزه آکوتاگاوا شده‌است.